# Daisuke Suzuki
Daisuke Suzuki (japonsko 鈴木 大輔), japonski nogometaš, * 29. januar 1990.
Za japonsko reprezentanco je odigral dve uradni tekmi.